# Baeolophus inornatus
El herrerillo unicolor o cabonero sencillo (Baeolophus inornatus) es una especie de ave paseriforme de la familia Paridae.

## Descripción
Es un pájaro pequeño de color gris teñido de marrón con un pequeño mechón o cresta. El rostro es marrón simple y las partes inferiores son de un gris más claro. Ambos sexos son similares en apariencia.

## Distribución
Esta especie vive todo el año en la vertiente del Pacífico. Reside desde el sur de Oregón a través de California, al oeste de la Sierra Nevada, hasta Baja California, pero su rango rodea el centro del valle de San Joaquín. Prefiere bosques abiertos de roble y pino en elevaciones bajas y medias.

## Subespecies
Se reconocen cuatro subespecies:
- Baeolophus inornatus affabilis Grinnell & Swarth, 1926– del suroeste de California (condado de Ventura) al norte de Baja California.
- Baeolophus inornatus cineraceus (Ridgway, 1883)– Baja California.
- Baeolophus inornatus inornatus (Gambel, 1845)– suroeste de Oregón y el norte de California.
- Baeolophus inornatus mohavensis (A. H. Miller, 1946)– en la sierra de San Bernardino del sur de California.

## Lectura adicional
- Alsop, Fred J., III (2001). Smithsonian Birds of North America, Western Region. Nueva York: DK Publishing, Inc. ISBN 0-7894-7157-4.
- Sibley, David Allen (2000). The Sibley Guide to Birds. New York: Knopf. p. 483. ISBN 0-679-45122-6.